# Litsea brachypoda
Litsea brachypoda är en lagerväxtart som beskrevs av C. K. Allen. Litsea brachypoda ingår i släktet Litsea och familjen lagerväxter. Inga underarter finns listade i Catalogue of Life.